# Stanisław Krzesimowski
Stanisław Krzesimowski herbu Jastrzębiec (ur. 8 maja 1787 w Sandomierskiem, zm. 2 kwietnia 1865 w Dreźnie) – polski generał powstania styczniowego, organizator województwa sandomierskiego.

## Życiorys
W 1808 roku ukończył studia na Uniwersytecie Wiedeńskim. Od 1809 roku służył w armii Księstwa Warszawskiego. Walczył w kampaniach w latach 1812–1814. W 1811 roku został kawalerem Legii Honorowej.
W 1815 roku wstąpił do armii Królestwa Polskiego, jednak już w 1816 roku wziął dymisję w stopniu majora ze względu na stan zdrowia - był wielokrotnie ranny i schorowany. 
W czasie powstania listopadowego sformował baon strzelców. Mianowany do stopnia pułkownika dowodził batalionem celnych strzelców sandomierskich. 18 marca 1831 roku, na czele swojego oddziału wsławił się bohaterską obroną zamku w czasie bitwy pod Kazimierzem Dolnym. Tam też dostał się do niewoli. Został przez Rosjan zesłany do Wiatki. W 1833 roku powrócił do kraju. 
Wziął udział w konspiracji, przygotowującej wybuch powstania styczniowego. W styczniu 1863 roku, w okolicach Staszowa sformował oddział kozaków polskich. W dniu 15 lutego 1863 roku mianowany przez Mariana Langiewicza generałem. Po upadku jego dyktatury, wycofał się do Galicji, gdzie prowadził działalność organizacyjną. 11 kwietnia aresztowany przez Austriaków i osadzony w więzieniu w zamku krakowskim. W lutym 1864 roku wyjechał do Drezna.
Zmarli powstańcy 1863 roku zostali odznaczeni przez prezydenta RP Ignacego Mościckiego 21 stycznia 1933 roku Krzyżem Niepodległości z Mieczami.